# Vibe Mogensen
Vibe Mogensen  (født 17. august 1964) er en dansk filminstruktør, Hun er uddannet filminstruktør fra Den Danske Filmskoles dokumentarlinje.
Debuterede med "Borte" i 1992. Afgangsfilmen "Veninder" fra 1994 blev sendt på DR1 og efterfulgt af yderligere to film for piger, "Rideskolen" og "Pigerne i 4.b". I 1998 kom "Salsapiger søger" og året efter "Mit barn som stjerne", der begge blev sendt på DR2. Tv-serien "100 % Greve" blev vist på TV 2 og efterfølgende klippet til en biografversion med titlen 110% Greve - en film fra virkeligheden. På Barok Film instruerede hun i 2005 "Min fars sind", som er en personlig beretning om hendes egen fars psykiske sygdom.

## Filmografi
- De pårørende – når ens barn rammes af psykisk sygdom 	2021 	Instruktion, Ide
- Daddy - mit liv som husfar 	2020 	Manuskriptkonsulent
- Mit Danmark - film nr. 8 	2006 	Instruktion
- Min fars sind 	2005 	Instruktion, Manus, Foto
- 110% Greve - en film fra virkeligheden 	2004 	Instruktion
- Pigerne i 4.b 	1999 	Instruktion, Manus
- Rideskolen 	1998 	Instruktion, Manus
- Veninder 	1994 	Instruktion
- Borte 	1991 	Instruktion
- Picnic i Helsinki Live 	1990 	Lyd
- Ungdomsbilleder 	1980 	Manus